# ŠRC Zaprešić
ŠRC Zaprešić je stadion u sklopu istoimenog športskog kompleksa u Zaprešiću, čiji je najistaknutiji korisnik bio NK Inter Zaprešić.
Kapacitet stadiona je 5228 gledatelja. Stadion ima dvije tribine. Velika istočna dijelom je natkrivena i ima 3028 sjedećih mjesta.

## Povijest
Prvo igralište na ovoj lokaciji otvoreno je 1962. godine, nakon što je na prostoru prijašnjeg igrališta kluba krenula izgradnja prve osmogodišnje škole na zaprešićkom području. Tih godina počele su se pod pokroviteljstvom obližnje tvornice Jugokeramika uz igralište uređivati svlačionice od drvenih baraka, izmijenjen je gornji sloj travnjaka, postavljen je novi sloj humusa, oko igrališta je napravljena atletska staza od leša, a za publiku je s istočne, sjeverne i zapadne strane podignut nasip visine nekoliko metara. Tadašnja Nk Jugokeramika za vrijeme trajanja spomenutih radova svoje utakmice je igrala na drugim igralištima. Za svečano otvorenje novog zaprešićkog "stadiona", (igralište je tada dobilo takav naziv) došao je zagrebački Dinamo, koji je tadašnjeg zaprešićkog niželigaša Jugokaramiku pobijedio rezultatom 0:15.
Osamdesetih godina dvadesetog stoljeća SD Jugokeramika organiziralo je "tombole", koje su za nagrade imale vrijedne stvari poput poput automobila ili kućanskih aparata. U tom kontekstu, održavala su se javna izvlačenja na travnjaku igrališta. Prihodi namaknuti prodajom kupona koristili su se za stvaranje financijskih sredstava za dogradnju stadiona i sportskih objekata. 1984. godine Sportsko društvo Jugokeramika naručilo je projektnu dokumentaciju za izgradnju sportsko-rekreativnog centra, što je imalo za cilj razvijanje drugih sportskih disciplina u Zaprešiću. 1987. godine je za potrebe tadašnje "Univerzijade" izgrađena je velika istočna tribina. U temelju spomenute tribine trebalo je biti "dvonamjensko sklonište", kao i prostori za razvoj male privrede. U sklopu zaokruživanja SRC-a, nakon 1987. pristupilo se izgradnji multifunkcionalne sportske dvorane ispod istočne tribine, koja je otvorena uz Dan državnosti 1991. godine. U srpnju iste godine u sklopu kompleksa dograđeni su i teniski tereni. Krajem 2005., nakon osvajanja drugog mjesta u 1. HNL, stadion je dobio modernu rasvjetu. 2016. godine u obnovljeni su pomoćni tereni, te je na njihovom mjestu izgrađeno novo igralište s umjetnom travom a renovirano malo igralište s umjetnom travom. U svibnju 2018. godine, klub se odlučio za potpunu rekonstrukciju terena, odnosno postavljanje nove drenaže, sustava navodnjavanja, sustava grijanja i hibridnog travnjaka; sastavljenog od mješavine umjetne i prirodne trave.

## Ostali sadržaji u sklopu kompleksa
Osim prostora predviđenih za nogometne sadržaje, u sklopu stadionskog kompleksa nalaze se: multifunkcionalna dvorana koju koriste brojne zaprešićke športske udruge, Veleučilište Baltazar Zaprešić, zajedno s popratnim studentskim sadržajima poput knjižnice i studentske menze, kao i razni kafići, udruge i restoran "Novi dvori".

## Zanimljivosti
- Prilikom izgradnje velike tribine, konstruktori su je poziconirali s istočne strane igrališta jer se tada većina utakmica igrala ujutro. Međutim, dodavanjem stadionske rasvjete i seljenjem utakmica u predvečernji termin, ovakav položaj tribine postao je mana jer prisiljava gledateljstvo da tijekom većeg dijela utakmice gledaju direktno u smjeru zalazećeg sunca.

## Galerija slika
- Istočna tribina za vrijeme utakmice.
- Stadion tijekom noćne utakmice
- Pogled sa stepenica na VIP ložu stadiona.
- Navijači na zapadnoj tribini
- Pogled prema istočnoj tribini s pomoćnih terena
- Prostorije veleučilišta koje se nalaze u sklopu stadiona
- Ulaz u VIP ložu i dvoranu koja se na slici nalazi s desne strane.

## Vanjske poveznice
- Službene stranice NK Inter-Zaprešić  Arhivirana inačica izvorne stranice od 7. rujna 2011. (Wayback Machine)